# Wojciech Skowroński (dziennikarz)
Wojciech Skowroński (ur. 30 września 1972 r. w Siemianowicach Śląskich) – polski dziennikarz, prezenter i lektor.
Absolwent Uniwersytetu Śląskiego w Katowicach.
Od 1992 roku dziennikarz Polskiego Radia Katowice. Autor nagradzanych reportaży radiowych dotyczących głównie problematyki społecznej. Uczestnik akcji charytatywnych, zwłaszcza dedykowanych Hospicjum Cordis w Katowicach.

## Najważniejsze audycje
- Wielkanocne i bożonarodzeniowe licytacje antenowe na rzecz Hospicjum Cordis[5]
- Radiowe grzybobranie.
- Wigilia z Polskim Radiem Katowice.

## Audycje cykliczne
- Radio Katowice Każdego Dnia[6]
- Po Naszymu, czyli Po Śląsku[7]
- Każdemu Damy Radę.

## Reportaże
- Przeszczepione życie.
- Portret rodzinny we wnętrzu[8].
- Kominiada
- Ja Tadeusz, on Tadeusz
- Źródła chleba

## Nagrody
- Melchiory, Nagroda im. Witolda Zadrowskiego 2007[9]
- Silesiapress 2009, II miejsce[10]
- Stowarzyszenie Dziennikarzy Polskich, Honorowe wyróżnienie Nagrody im. Macieja Łukasiewicza 2014[11]